# Konfekce

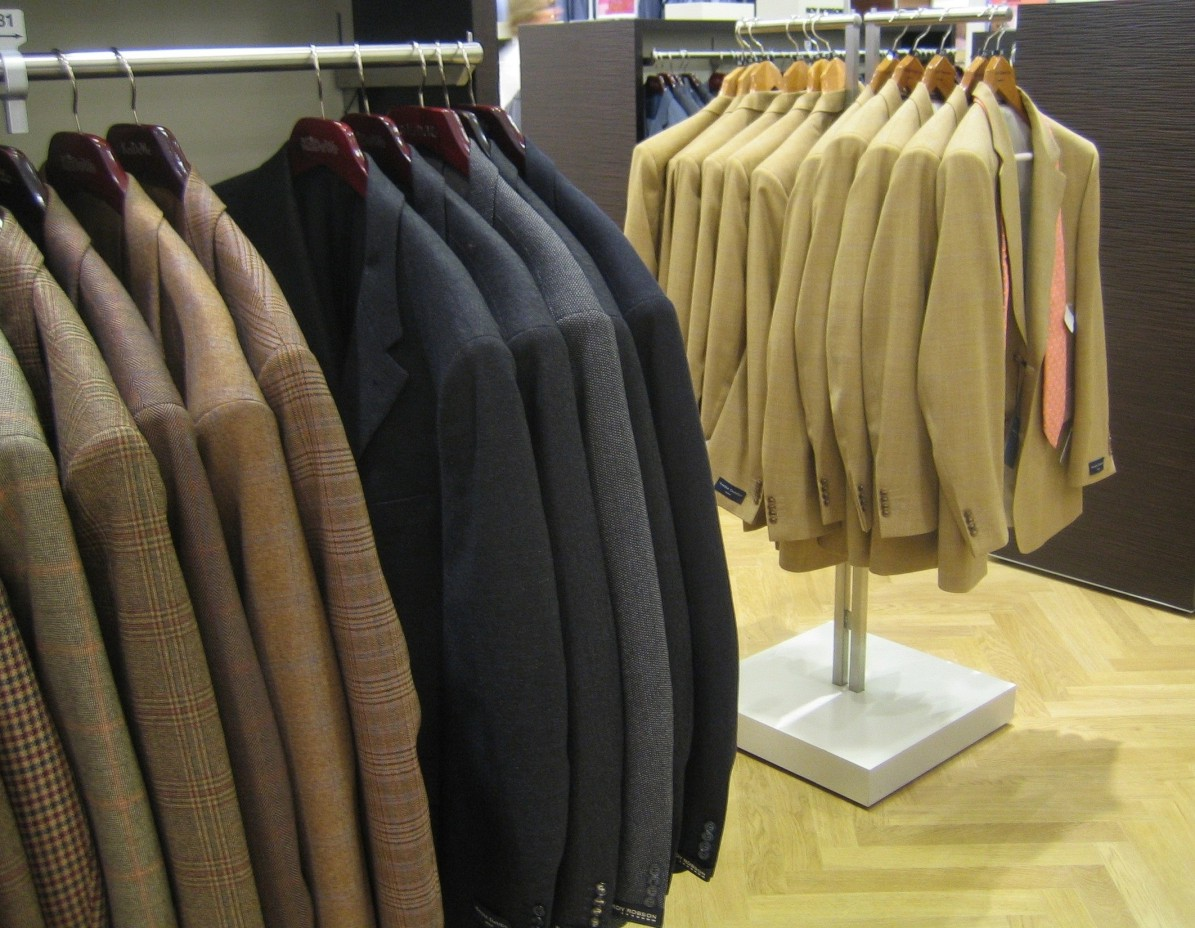
Pánská oděvní konfekce

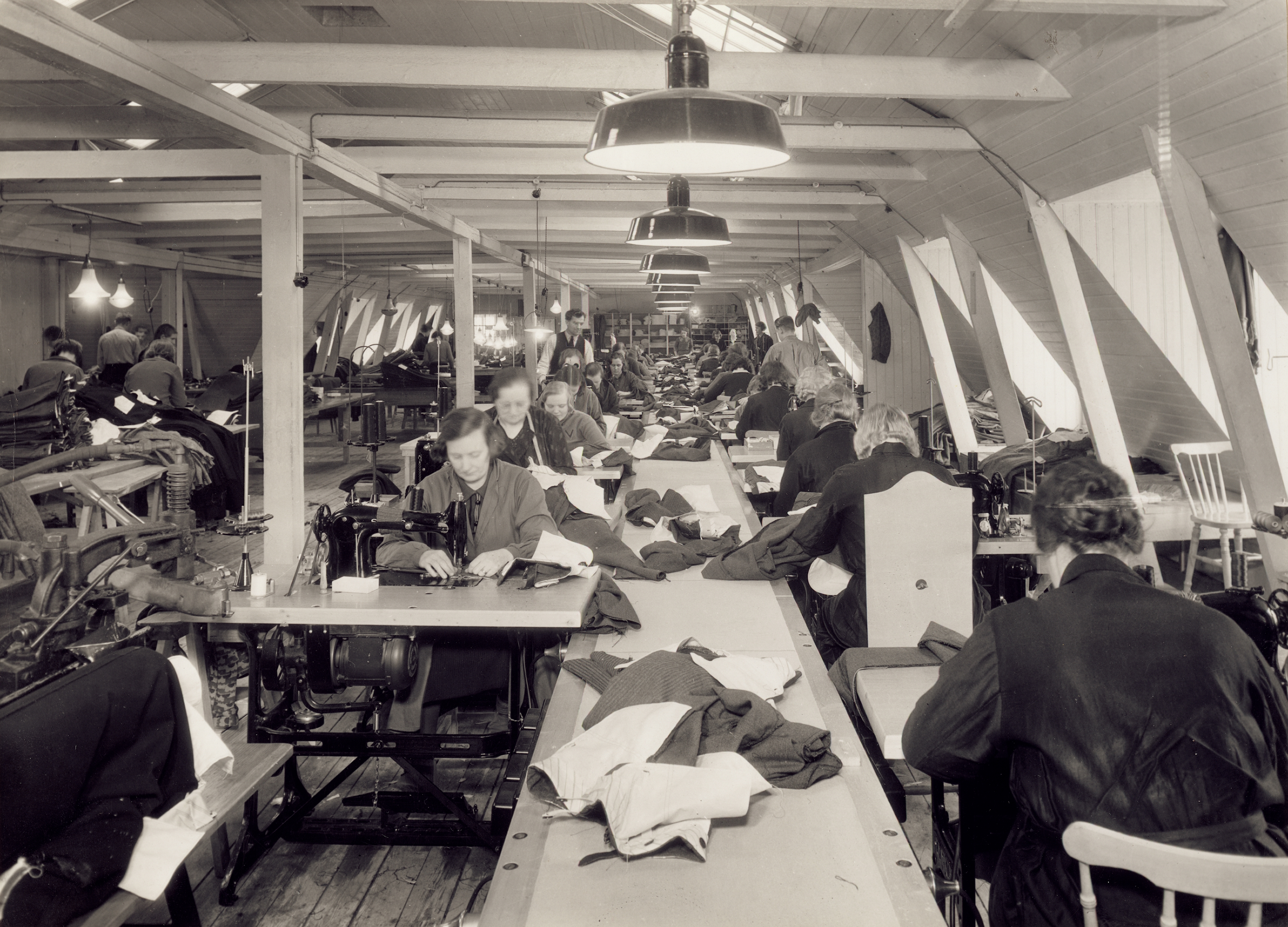
Výroba konfekčních oděvů v šicí dílně s dopravním pásem (Švédsko asi v roce 1930)

Cizím slovem konfekce označujeme zpravidla hromadnou průmyslovou výrobu oděvů či oděvních doplňků ve velkém měřítku, nejčastěji v normalizovaných resp. standardizovaných velikostech. Tzv. konfekční zboží, neboli konfekce (rozuměj zboží hromadně vyráběné v továrnách ve velkých sériích) se dnes zcela běžně prodává v obchodech s normálním textilní zbožím, které se pak také někdy nazývají slovem konfekce. Čili toto slovo se používá coby označení jak pro vlastní výrobu tohoto zboží, tak i pro jeho prodej, jakož i pro toto textilní zboží samotné.

## Jiný význam slova
Slovo se používá i pro označování
- papírnického a papírenského sortimentu a zboží – sousloví papírová konfekce. Jedná se o běžné předměty vyráběné z papíru či lepenky, např. sešity, diáře či zápisníky apod.[2]
- adjustace technických textilií (stuhy, popruhy, obvazový materiál apod.)[3]
- konfekční výroba textilií organizovaná módními návrháři nebo domy módy, často s omezenou velikostí serií nebo doby výroby, kterou se má dosáhnout určitá exkluzivita výrobků, se nazývá prêt-à-porter.[4]

## Poznámka
Vzhledem k hromadné povaze výroby a prodeje konfekčního zboží se vždy jedná o sortiment, který je obecně levnější než kusová či malosériová výroba (např. výroba ruční).